# Klasa okręgowa (grupa katowicka III)
Klasa okręgowa (grupa Katowice III) – istniejąca do sezonu 2018/2019 grupa klasy okręgowej piłki nożnej mężczyzn w Polsce. W ostatnim okresie działalności była jedną z sześciu grup tej klasy na terenie województwa śląskiego, stanowiąc szósty szczebel rozgrywkowy (między IV ligą a klasą A) systemu ligowego. Zmagania w jej ramach toczyły się cyklicznie systemem kołowym. Zwycięzcy grup uzyskiwali awans do IV ligi polskiej grupy śląskiej, zaś najsłabsze zespoły relegowane były do poszczególnych grup klas A. Organizatorem rozgrywek był  działający w imieniu Polskiego Związku Piłki Nożnej – Śląski Związek Piłki Nożnej. 
Na przestrzeni lat w ramach tejże grupy rywalizowały zespoły z podokręgu Racibórz i Rybnik oraz sporadycznie innych.
Po sezonie 2018/2019 przeprowadzono reorganizację klas okręgowych na terenie województwa śląskiego, w wyniku czego sześć dotychczasowych grup (jedna grupa częstochowska, cztery grupy katowickie, jedna grupa bielsko-bialska) zastąpiono sześcioma klasami okręgowymi według następującego podziału na podokręgi:
- grupa 1 (Bytom - Zabrze),
- grupa 2 (Częstochowa - Lubliniec),
- grupa 3 (Racibórz - Rybnik),
- grupa 4 (Katowice - Sosnowiec),
- grupa 5 (Bielsko-Biała - Tychy),
- grupa 6 (Skoczów - Żywiec).

Od sezonu 2019/2020 klasy okręgowe zarządzane bezpośrednio są nie przez Śląski Związek Piłki Nożnej tylko naprzemiennie przez odpowiednie podokręgi.

## Zwycięzcy grupy
| Sezon     | Zwycięzca grupy               | Źródło |
| --------- | ----------------------------- | ------ |
| 2018/2019 | Odra Wodzisław Śląski         | [ 2 ]  |
| 2017/2018 | Płomień Połomia               | [ 3 ]  |
| 2016/2017 | Odra Centrum Wodzisław Śląski | [ 4 ]  |
| 2015/2016 | Wilki Wilcza                  | [ 5 ]  |
| 2014/2015 | Granica Ruptawa               | [ 6 ]  |
| 2013/2014 | Unia Turza Śląska             | [ 7 ]  |
| 2012/2013 | Górnik Pszów                  | [ 8 ]  |
| 2011/2012 | Forteca Świerklany            | [ 9 ]  |
| 2010/2011 | GKS 1962 Jastrzębie           | [ 10 ] |
| 2009/2010 | Naprzód Rydułtowy             | [ 11 ] |
| 2008/2009 | KS Żory                       | [ 12 ] |
| 2007/2008 | Górnik Pszów                  | [ 13 ] |
| 2006/2007 | Unia Racibórz                 | [ 14 ] |
| 2005/2006 | Start Mszana                  | [ 15 ] |
| 2004/2005 | Gwiazda Skrzyszów             | [ 16 ] |
| 2003/2004 | Energetyk ROW Rybnik          | [ 17 ] |
| 2002/2003 | Polonia Marklowice            | [ 18 ] |
| 2001/2002 | Górnik Pszów                  | [ 19 ] |
| 2000/2001 | Przyszłość Rogów              | [ 20 ] |
| 1999/2000 | Unia Racibórz                 | [ 21 ] |
| 1998/1999 | Górnik Czerwionka             | [ 22 ] |